# Salomon Ludwig Steinheim

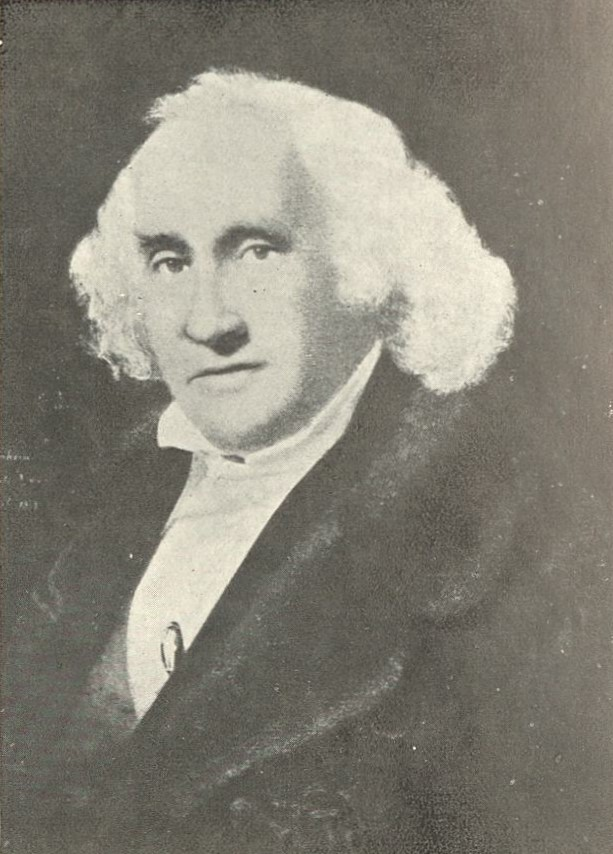
Porträt 1839

Salomon Ludwig Steinheim (Pseudonym: Abadjah Ben Amos) (* 6. August 1789 in Bruchhausen; † 19. Mai 1866 in Zürich) war ein deutscher Mediziner, jüdischer Religionsphilosoph und Gelehrter.

## Leben
Steinheim wuchs in Bruchhausen auf. 1804 kam er nach Altona und besuchte dort das Christianeum bis 1807. Anschließend begann er ein Studium der Medizin in Berlin und Kiel und promovierte 1811 in Kiel zum Dr. med. Zunächst war er ab 1813 Arzt nahe seinem Geburtsort in Steinheim, dann war er in Altona  bis 1845 tätig. 1827 gründete er mit dem Altonaer Kaufmann und späteren ersten Direktor der Altona-Kieler Eisenbahn-Gesellschaft Carl Theodor Arnemann eine Flussbadeanstalt in der Elbe zwischen Neumühlen und Altona. Anschließend reiste er. Seit 1833 betrieb er philosophische und theologische Studien. Ab 1854 lebte er für eine längere Zeit in Rom, reiste nach Kopenhagen und 1865 und 1866 nach Zürich. Auf dieser letzten Reise verstarb er und wurde auf dem Reformierten Friedhof begraben. Altonaer Freunde ließen seinen Leichnam noch 1866 an den Ort seines langjährigen Wirkens überführen.
Als Schriftsteller setzte Steinheim sich für die Emanzipation der Juden im (dänischen) Schleswig und Holstein ein. Sein theologisches Hauptwerk lautet Die Offenbarung nach dem Lehrbegriff der Synagoge, verfasst 1835 bis 1865. Er war ein eigenständiger Denker, der sich nicht in das traditionelle jüdische Schema von Orthodoxie oder Reformbewegung einordnen lässt.
Er starb 1866 im Zürcher Oberstrass.

## Ehrungen
Nach ihm ist das Salomon Ludwig Steinheim-Institut an der Universität Duisburg-Essen benannt, das die deutsch-jüdische Geschichte erforscht. Ebenfalls nach ihm benannt ist die Straße „Steinheimplatz“ im Hamburger Stadtteil Altona. Diese Namensgebungen betonen, dass er ein zu Unrecht vergessener Philosoph des 19. Jahrhunderts ist.

## Schriften (Auswahl)

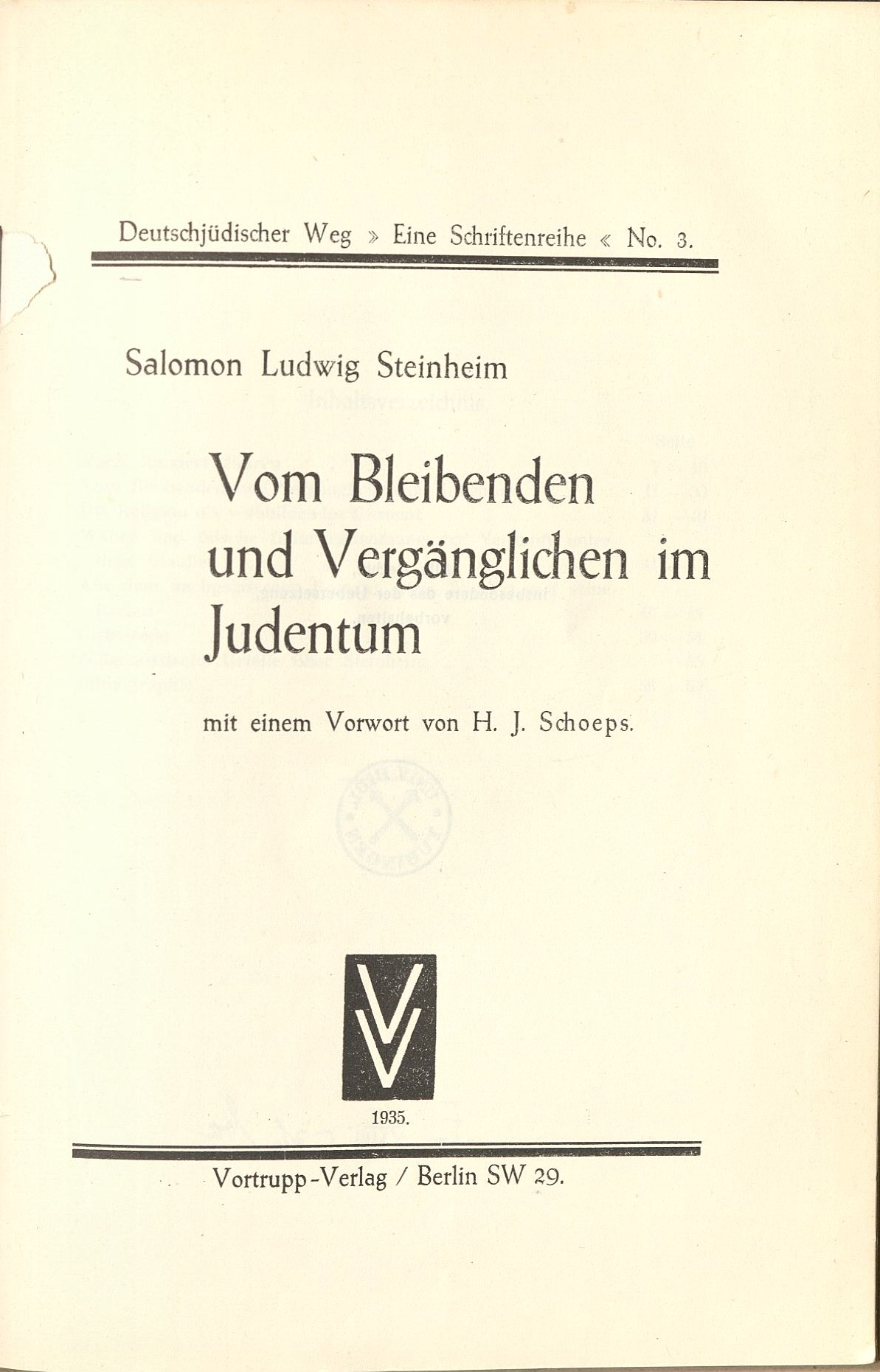
Vom Bleibenden und Vergänglichem im Judentum (Herausgegeben 1935)